# 피터 엔스
피터 에릭 엔스(Peter Eric Enns, 1961년 1월 2일~)는 미국의 성서학자, 신학자이자, 작가이다. 그는 해석학, 종교와 과학, 창조와 진화 논쟁, 그리고 구약 해석에 관하여 광범위하게 글을 썼다. 학술적 작품외에도 엔스는 HuffPost와 Patheos에 기고를 했다. 그는 또한 프랜시스 콜린스와 함께 BioLogos Foundation에서 활동을 했다. 그는 아마도 가장 잘 알려진 자신의 책인 <영감과 성육신>(보수주의적 주된 복음주의 성경해석 방법에 도전했던)이 있다. 그는 또한 주목할 만한 그의 책 <아담의 진화>는 아담은 역사적인 인물인가에 대한 믿음에 의문을 던진다. 최근의 책으로 The Bible Tells Me So, Why Defending Scripture Has Made Us Unable to Read It and The Sin of Certainty, 그리고 Why God Desires Our Trust More than Our 'Correct' Beliefs이 있다. 엔스는 복음주의적 성경관을 근본적으로 수정할 것을 요구하고, 따라서 성경 해석을 상당 부분 획기적으로 변화시켜야 할 것을 요구하고 있다.

## 생애
피터 엔스에서 1961년에 뉴저지주 퍼세이익에서 독일 미국 이민자의 부모에게서 태어났다. 그는  펜실베니아주에 있는 메시아 대학교를 1982년 졸업하고  웨스트민스터신학교에서 1989년 M.Div.를 졸업하고 그후  하버드 대학교 M.A.(1993)와 Ph.D.(1994) (근동의 언어와 문명)를 받았다. 엔스는 웨스트민스터신학교에서 1994년 시작하여 2000년에는 종신교수로 승진하고 2005년 구약과 성경 해석학의 교수가 되었다. 웨스트민스터신학 저널 (2000-2005)의 편집위원장이었다. 그러나 그의 책 <영감과 성육신>이 웨스트 민스터 신학교를 떠나게 하였다.

## 성육신과 영감
피터 엔스는 3가지의 질문을 던진다.
1. 구약성경과 고대근동 문학: 왜 성경은 많은 부분에서 이스라엘 주변 국가의 문학 작품들과 유사한가? 구약성경은 정말 독특하고 고유한 것인가? 아니면 구약성경도 고대근동 문학의 하나에 불과한 것인가? 성경이 하나님의 말씀이라면, 왜 그렇게도 고대근동 문학과 잘 어울리는가?
2. 구약성경에 나타나는 신학적 다양성: 왜 구약성경은 동일한 사안에 대하여 여러 곳에서 상반되는 이야기를 하고 있는가? 구약 성경은 마치 모순들로 가득 찬 것 같다.
3. 신약성경 저자들의 구약성경 인용 방식: 신약성경 저자들은 왜 그렇게도 기묘한 방식으로 구약성경을 인용하고 있는가? 그들은 구약성경을 문맥과 관계없이 자의적으로 인용하는 것처럼 보인다.

## 논란
구약학자 장세훈 교수에 의하면 피터 엔스는 이 책<성육신과 영감>에서 구약의 신적인 측면과 인성적 측면을 예수의 신성과 인성에 비교하면서 복음주의 학자들이 구약의 인성적 측면 즉, 구약의 고대 신화적 맥락을 올바로 이해하지 못했음을 지적한다. 심지어 그는 구약의 고대 신화적 세계관을 인정하지 않는 복음주의자들의 입장을, 가현설에 비교하면서 구약의 신화적 맥락을 정확하게인식하여 균형 잡힌 성경관을 견지해야 한다고 역설한다.
반면에 비일(G. K Beale)과 같은 복음주의 신학자들은 엔스의 신학이 전통적인 복음주의적 입장에서 떠나버렸다고 단언한 후, 그의 사상이 복음주의 성경관을 약화시킨다고 우려한다. 결과적으로 피터 엔스는 그가 오랫동안 몸담아왔던 웨스트민스터 신학교에서 교수직을 사임하게 되었으며, 엔스의 신학 논쟁은 웨스트민스터 신학교를 넘어 복음주의 진영에서도 매우 중요한 신학적 이슈가 되었다.

## 작품
- "The Sin of Certainty: Why God Desires Our Trust More than Our 'Correct' Beliefs." HarperOne, 2016, ISBN 978-0062272089
- "The Bible Tells Me So: Why Defending Scripture Has Made Us Unable to Read It." HarperOne, 2014. ISBN 978-0-06-227202-7
- Genesis for Normal People: A Guide to the Most Controversial, Misunderstood, and Abused Book of the Bible (co-written with Jared Byas). Patheos Press, 2012. ISBN 978-1939221032
- The Evolution of Adam: What the Bible Does and Doesn't Say about Human Origins. Grand Rapids: Brazos Press, 2012. ISBN 978-1587433153
- The Bible and the Believer: How to Read the Bible Critically and Religiously (co-written with Marc Brettler and Daniel Harrington). Oxford University Press, 2012. ISBN 978-0199863006
- Baker Bible Dictionary (Co-editor with Tremper Longman and Mark L. Strauss). Grand Rapids: Baker, 2012.
- Ecclesiastes (Two Horizons Commentary Series). Grand Rapids: Eerdmans, 2011.
- Telling God's Story (children's BIble curriculum; Parent Guide and 1st grade lessons). Olive Branch Books, 2010.
- Three Views on the New Testament’s Use of the Old Testament (Co-written with Walter Kaiser and Darrell Bock). Grand Rapids: Zondervan, 2008. ISBN 978-0-310-27333-2
- Dictionary of the Old Testament: Wisdom, Poetry, and Writings (Co-editor with Tremper Longman). Downers Grove, IL: IVP, 2008. ISBN 978-0-8308-1783-2
- Invitation to Genesis. Disciple Bible Study; Nashville: Abingdon Press, 2006. ISBN 978-0-687-49492-7
- Inspiration and Incarnation: Evangelicals and the Problem of the Old Testament. Grand Rapids: Baker, 2005. ISBN 978-0-8010-2730-7
- Exodus. NIV Application Commentary; Grand Rapids: Zondervan, 2000. ISBN 978-0-340-75660-7
- Exodus Retold: Ancient Exegesis of the Departure from Egypt in Wis 10:15-21 and 19:1-9 (Harvard Semitic Museum Monographs 57). Atlanta: Scholars Press, 1997. ISBN 978-0-7885-0403-7
- Poetry and Wisdom (IBR Bibliographies). Grand Rapids: Baker, 1997. ISBN 978-0-8010-2161-9

### 논문과 에세이
- "Pseudo-Solomon and His Scripture: Biblical Interpretation in the Wisdom of Solomon," CBIEJ, Ed. M. Henze, Eerdmans, forthcoming, 2008.
- "Preliminary Observations on an Incarnational Model of Scripture: Its Viability and Usefulness 보관됨 2017-03-24 - 웨이백 머신," Calvin Theological Journal, forthcoming fall 2007.
- "Exodus, the Problem of Historiography, and Some Theological Reflections 보관됨 2010-11-28 - 웨이백 머신," Act 3 Review 15/4 (2007): forthcoming.
- "Response to Professor Greg Beale," Themelios 32/3 (2007): 5-13.
- "Bible in Context: The Continuing Vitality of Reformed Biblical Scholarship 보관됨 2017-03-24 - 웨이백 머신," Westminster Theological Journal 68 (2006): 203-18.
- "Response to G. K. Beale’s Review of Inspiration and Incarnation: Evangelicals and the Problem of the Old Testament," Journal of the Evangelical Theological Society 49/2 (2006): 313-26.
- "Some Thoughts on Theological Exegesis of the Old Testament: Toward a Viable Model of Biblical Coherence and Relevance 보관됨 2017-12-16 - 웨이백 머신," Reformation and Revival Journal 14/4 (2005): 81-104.
- "col haadam and the Evaluation of Qohelet’s Wisdom in Qoh 12:13, or The ‘A is so, and What’s More, B’ Theology of Ecclesiastes," The Idea of Biblical Interpretation (James Kugel FS; Leiden: E. J. Brill, 2003), 125-37.
- "Apostolic Hermeneutics and an Evangelical Doctrine of Scripture: Moving beyond the Modernist Impasse 보관됨 2017-12-16 - 웨이백 머신," Westminster Theological Journal 65 (2003): 263-87.
- "William Henry Green and the Authorship of the Pentateuch: Some Historical Considerations," Journal of the Evangelical Theological Society 45/3 (September 2002): 385-403.
- "Matthew and Hosea: A Response to John Sailhamer 보관됨 2017-12-16 - 웨이백 머신," Westminster Theological Journal 63 (2001): 97-105.
- "Wisdom of Solomon and Biblical Interpretation in the Second Temple Period 보관됨 2017-12-16 - 웨이백 머신," The Way of Wisdom (B. K. Waltke Festschrift), eds. J. I. Packer and S. Soderlund, Zondervan, 2000, 212-25.
- "Expansions of Scripture," Justification and Variegated Nomism, ed. D. A. Carson. J. C. B. Mohr/Baker, 2000, 73-98.
- "Yankees and Westminster: Personal Reflections on Tradition 보관됨 2017-12-16 - 웨이백 머신," unpublished paper (1998).
- "The ‘Moveable Well’ in 1 Cor 10:4: An Extra-Biblical Tradition in an Apostolic Text." Bulletin for Biblical Research 6 (1996): 23-38.
- "A Retelling of the Song at the Sea in Wis 10,20-21." Biblica 76 (1995): 1-24. Republished in The Function of Scripture in Early Jewish and Christian Tradition, eds. C. A. Evans and J. A. Sanders, 142-65. JSNTSup 154/SSEJC 6. Sheffield: Sheffield Academic Press, 1998.
- "Creation and Re-creation: Psalm 95 and its Interpretation in Hebrews 3:7-4:13 보관됨 2017-12-16 - 웨이백 머신," Westminster Theological Journal 55 (1993): 255-80. (Partially republished as “The Interpretation of Psalm 95 in Hebrews 3.1-4.13.” Early Christian Interpretation of the Scriptures of Israel: Investigations and Proposals, eds. C. A. Evans and J. A. Sanders, 352-63. JSNTSup 148/SSEJC 5. Sheffield: Sheffield Academic Press, 1997.)